# لين دي نينو
لين دي نينو (بالإنجليزية: Lynn Di Nino)‏ هي فنانة أمريكية، ولدت في 5 يناير 1945 في روزويل في الولايات المتحدة.